# John Michael Montias
John Michael Montias, född 3 oktober 1928 i Paris, död 26 juli 2005, var en amerikansk ekonom och konsthistoriker. 
John Michael Montias är son till Santiago och Giselle Montias och skickades i början av andra världskriget till USA undan nazisternas förföljelse av judar i det ockuperade Frankrike. Han utbildade sig till ekonom på Columbia University i New York, där han disputerade på en avhjandling om sovjetisk ekonomi 1958. Han var därefter lärare i ekonomi på Yale University. 
Vid mitten av 1970-talet började han studera Nederländernas ekonomi under 1600-talet. Han publicerade 1982 Artists and Artisans in Delft: A Socio-Economic Study of the Seventeenth Century. Han blev därefter uppmärksammad för sina bidrag till kunskapen om konstnären Johannes Vermeer. År 1989 gav han ut Vermeer and His Milieu, i vilken bland annat nya dokument om större samlare av Vermeers konst i dennes samtid görs kända, om till exempel om Pieter van Ruijven, Jacob Dissius och Hendrick van Buijten. 